# Camilla Foged
Camilla Foged (født 22. december 1973 i Danmark) er en dansk professor i vacciner og vaccinedesign ved Københavns Universitet. Under COVID-19-pandemien i 2020-2022 var hun en meget anvendt ekspertkilde i medierne. I 2021 var hun således den 8.-mest nævnte forsker i de danske medier - og den højst placerede kvinde.

## Liv og karriere

### Opvækst og gymnasietid
Foged er født i 1973 og voksede op i Søllested på Lolland, hvor hun dyrkede idræt og blandt andet deltog i Lolland-Falster-mesterskaberne i badminton. Hun blev student fra Nakskov Gymnasium i 1992, hvor hun gik på et meget talentfuldt hold af gymnasieelever med kemi på højt niveau. Af de 18 elever blev en halv snes efterfølgende enten kemiingeniør eller cand.scient. i kemi, biokemi eller fysik, og fire gik videre med en forskerkarriere og tog en ph.d.-grad indenfor biokemi. Foruden Foged var det Jacob Falck Hansen, Henning Osholm Sørensen og René Wugt Larsen. I et interview med Lolland-Falsters Folketidende i 2003 nævnte Foged på linje med de andre tre deres fælles kemilærer på Nakskov Gymnasium Mogens Johansen som den, der var en afgørende inspiration til deres interesse i faget og lyst til at forske videre indenfor området.

### Akademisk karriere
Foged startede straks efter studentereksamen på biokemi-studiet på Københavns Universitet og blev cand.scient. i biokemi i 1998. 1999-2003 tog hun en ph.d. ved Danmarks Farmaceutiske Højskole med afhandlingen Human Dendritic Cells: Cell Culture Models for Studies of Particulate Antigen Formulations in vitro. Efter nogle kortere ansættelser som forskningsassistent og post.doc. blev hun i 2008 lektor ved det, der efter en fusion i 2007 var det farmaceutiske fakultet ved Københavns Universitet. I 2018 blev hun professor sammesteds.

### Medieekspert
Under COVID-19-pandemien i 2020-2022 blev Foged en meget anvendt ekspertkilde i medierne. I 2021 var hun den 8.-mest citerede forsker i de danske medier - og den højst placerede kvinde. I 2022 lå hun på 41.-pladsen blandt de 50 mest citerede eksperter, som en ud af kun 3 kvinder på listen. I den forbindelse fortalte hun, at hun følte det som en forpligtelse at være til rådighed, når medierne ringede, men at serviceringen gik ud over hendes forskningstid.
I 2022 blev hun udpeget som en af de 11 eksperter i Vaccinerådet, der fremover skulle rådgive Sundhedsstyrelsen i vaccinespørgsmål.